# Polytmus
Polytmus – rodzaj ptaków z podrodziny kolibrzyków (Polytminae) w rodzinie kolibrowatych (Trochilidae).

## Zasięg występowania
Rodzaj obejmuje gatunki występujące w Ameryce Południowej (Kolumbia, Wenezuela, Trynidad, Gujana, Surinam, Gujana Francuska, Brazylia, Boliwia, Paragwaj i Argentyna).

## Morfologia
Długość ciała 8,9–12 cm; masa ciała 3–6,1 g.

## Systematyka

### Etymologia
- Polytmus: gr. πολυτιμος polutimos „bardzo kosztowny, cenny”, od πολυς polus „dużo”; τιμη timē „wartość, szacunek”[8].
- Thaumatias: gr. θαυματος thaumatos „wspaniały, cudowny”, od θαυμα thauma, θαυματος thaumatos „cud, dziwo”[9]. Gatunek typowy: Trochilus thaumantias Linnaeus, 1766[a].
- Chrysobronchus: gr. χρυσος khrusos „złoty”; βρογχος bronkhos „gardło”[10]. Gatunek typowy: Trochilus virescens Dumont, 1818 (= Trochilus guainumbi Pallas, 1764).
- Psilomycter: gr. ψιλος psilos „goły, nagi”; μυκτηρ muktēr, μυκτηρος muktēros „nos”, od μυσσομαι mussomai „wydmuchać nos”[11]. Gatunek typowy: Ornismya theresiae Da Silva Maia, 1843.
- Waldronia: Waldron De Witt Miller (1879–1929), amerykański zoolog[12]. Gatunek typowy: Waldronia milleri Chapman, 1929.

### Podział systematyczny
Do rodzaju należą następujące gatunki:
- Polytmus guainumbi (Pallas, 1764) – kolibrzyk białobrewy
- Polytmus milleri (Chapman, 1929) – kolibrzyk wenezuelski
- Polytmus theresiae (Da Silva Maia, 1843) – kolibrzyk zielonosterny